# Human IT
Human IT är en tidskrift som ges ut av Centrum för studier av IT ur ett humanvetenskapligt perspektiv vid Högskolan i Borås. Tidningen utkom med sitt första nummer 1997. Från år 2003/2004 övergick tidskriften till att vara en e-tidskrift i PDF-format.
Human IT är en mångdisciplinär, vetenskaplig tidskrift med syfte att publicera ny forskning och diskussion om digitala medier som kommunikativa, estetiska och ludiska instrument. Tidskriften ligger därmed nära de nya forskningsfält som omväxlande benämns humanities computing, social informatics eller informatica umanistica.